# クリケット・ワールドカップ
ICC男子クリケット・ワールドカップ（英: ICC Men's Cricket World Cup）は、1975年に開始された国際クリケット評議会（ICC）が主催する、ナショナルチームによるクリケットの世界選手権である。試合形式は50オーバー（300球）限定の1イニング制であるワン・デイ・インターナショナル（ODI）。
200以上の国と地域で視聴されており、FIFAワールドカップ、夏季オリンピックに次いで世界で3番目に視聴者数の多いスポーツイベント。インドとパキスタンの一戦は10億人以上が視聴した。世界の16歳以上の競技人口が3億人を超えるスポーツの世界選手権である。クリケットはサッカーに次いで世界で2番目に人気のあるスポーツとの評価を受けることがあり、特に盛んなイギリス連邦諸国では絶大な盛り上がりを見せる 。1975年に第1回大会が行われて以来、4の倍数年の前年（卯年、未年、亥年）に開催されている。2019年の第12回大会には10チームが出場し、イングランドが初優勝した。最多優勝はオーストラリアの6度である。

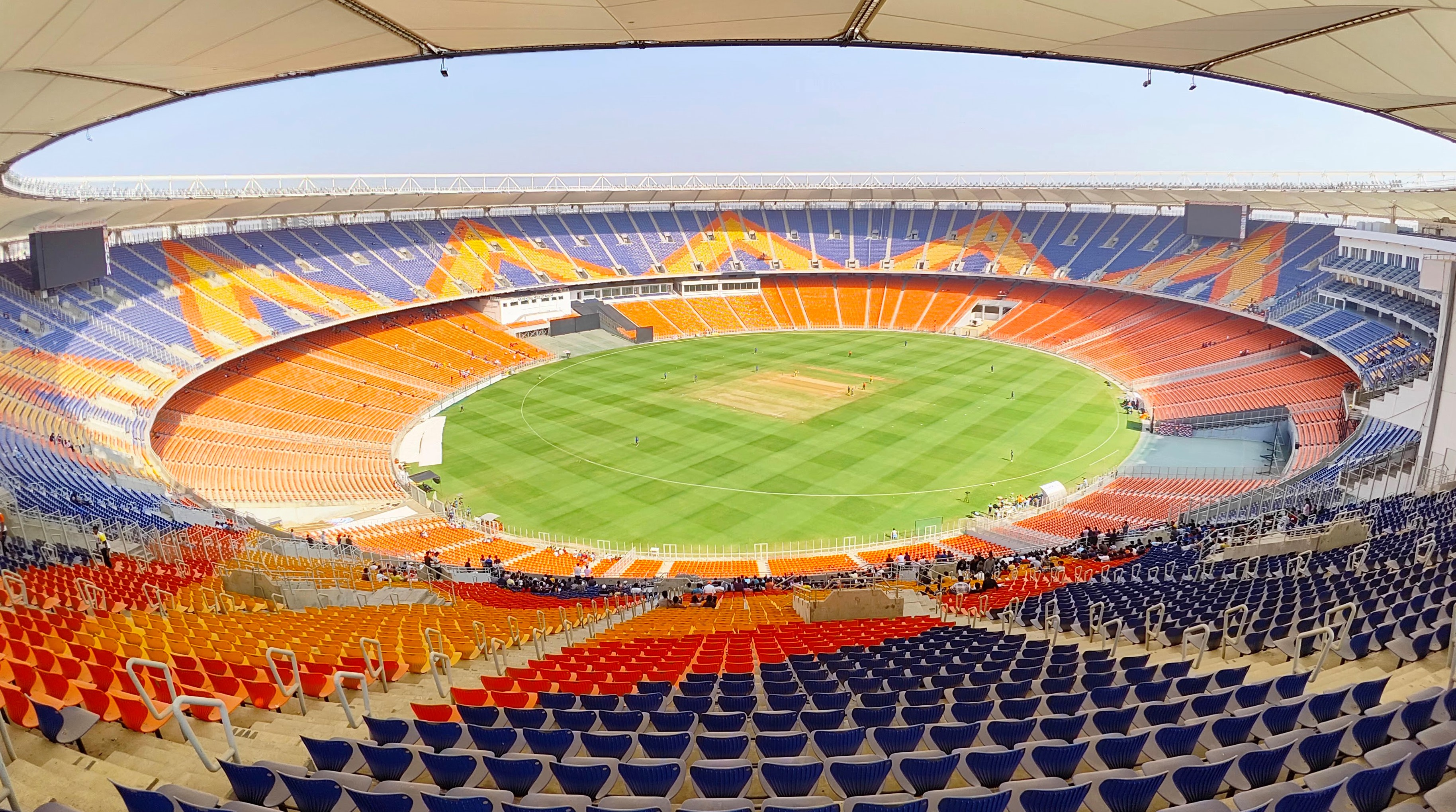
2023年大会の決勝戦で使用される予定のナレンドラ・モディ・スタジアム。収容人数は13万2000人。

2007年には、さらに投球数の少ない20オーバー（120球）限定であるトゥエンティ20（T20）形式のT20ワールドカップが開始された。2022年に開催されたT20ワールドカップでは、ICCの動画配信プラットフォームにおいて65億8000万回の視聴回数を記録した。2024年にアメリカなどで開催されるT20ワールドカップでは本大会の参加チーム数が20に拡大され、ODI形式のワールドカップより多い。

## 参加資格
2015年大会までは、ワン・デイ・インターナショナル公式参加資格（ODIステータス）を永久的に持つナショナルチーム10か国は、予選を免除されていた。
予選免除国は以下の通り。（）内はODIステータス取得年：
- オーストラリア（1971年）
- イングランド（1971年）
- ニュージーランド（1973年）
- パキスタン（1973年）
- 西インド諸島（1973年）
- インド（1974年）
- スリランカ（1975年）
- ジンバブエ（1983年）
- バングラデシュ（1986年）
- 南アフリカ共和国（1991年）

このうち2015年大会まで全10大会に出場したのは、イングランド、オーストラリア、ニュージーランド、西インド諸島、インド、パキスタン、スリランカの7か国である。優勝国・準優勝国もすべてこの7か国の中から出ている。
2015年大会の予選は、前回大会とは異なる方式で予選が行われた。まず、2011年から2013年に行われたICCワールドクリケットリーグチャンピオンシップに参加した8か国のうち、上位2か国が本大会への出場権を獲得した。
| - 出場権獲得国 - アイルランド - アフガニスタン | - 3位以下 - アラブ首長国連邦 - オランダ - スコットランド - ケニア - ナミビア - カナダ |

さらに2014年、3位以下の6か国に、2011年に行われたICCワールドクリケットリーグ・ディビジョン2で3位と4位になった国、そして2013年に行われたICCワールドクリケットリーグ・ディビジョン3の上位2か国を加えた計10か国が予選を行い、上位2か国が本大会への出場権を獲得した。
| - 予選通過国 - スコットランド - アラブ首長国連邦 | - 予選敗退国 - 香港 - パプアニューギニア - ケニア - ナミビア - オランダ - カナダ - ネパール - ウガンダ |

2019年大会からは出場国を10か国に減らし、開催国のほか、ICC ODIチャンピオンシップ上位の7か国と最終予選を勝ち抜いた2か国が出場する。
出場国はいわゆるイギリス連邦の加盟国が大半を占めるが、連邦外で最も目立つのはオランダである。1996年に初出場を果たし、1次リーグ突破は未だ果たしていないものの、2003年大会ではナミビアから、2007年大会ではスコットランドから、それぞれ1勝ずつ挙げている。

## 歴代大会結果
| 開催年 | 開催国                                            | 決勝             | 決勝                                | 決勝                                      | 決勝                       | 参加 数 |
| 開催年 | 開催国                                            | 会場             | 優勝                                | 準優勝                                    | 結果                       | 参加 数 |
| ------ | ------------------------------------------------- | ---------------- | ----------------------------------- | ----------------------------------------- | -------------------------- | ------- |
| 1975年 | イングランド                                      | ロンドン         | 西インド諸島 291/8 (60 overs)       | オーストラリア 274 all out (58.4 overs)   | 17ラン差 Scorecard         | 8       |
| 1979年 | イングランド                                      | ロンドン         | 西インド諸島 286/9 (60 overs)       | イングランド 194 all out (51 overs)       | 92ラン差 Scorecard         | 8       |
| 1983年 | イングランド                                      | ロンドン         | インド 183 all out (54.4 overs)     | 西インド諸島 140 all out (52 overs)       | 43ラン差 Scorecard         | 8       |
| 1987年 | インド パキスタン                                 | カルカッタ       | オーストラリア 253/5 (50 overs)     | イングランド 246/8 (50 overs)             | 7ラン差 Scorecard          | 9       |
| 1992年 | オーストラリア ニュージーランド                   | メルボルン       | パキスタン 249/6 (50 overs)         | イングランド 227 all out (49.2 overs)     | 22ラン差 Scorecard         | 12      |
| 1996年 | インド パキスタン スリランカ                      | ラホール         | スリランカ 245/3 (46.2 overs)       | オーストラリア 241/7 (50 overs)           | 7ウィケット差 Scorecard    | 12      |
| 1999年 | イングランド スコットランド アイルランド オランダ | ロンドン         | オーストラリア 133/2 (20.1 overs)   | パキスタン 132 all out (39 overs)         | 8ウィケット差 Scorecard    | 12      |
| 2003年 | 南アフリカ共和国 · ジンバブエ · ケニア            | ヨハネスブルグ   | オーストラリア 359/2 (50 overs)     | インド 234 all out (39.2 overs)           | 125ラン差 Scorecard        | 14      |
| 2007年 | 西インド諸島                                      | ブリッジタウン   | オーストラリア 281/4 (38 overs)     | スリランカ 215/8 (36 overs)               | 53ラン差（D/L） Scorecard  | 16      |
| 2011年 | インド スリランカ バングラデシュ                  | ムンバイ         | インド 277/4 (48.2 overs)           | スリランカ 274/6 (50 overs)               | 6ウィケット差 Scorecard    | 14      |
| 2015年 | オーストラリア ニュージーランド                   | メルボルン       | オーストラリア · 186/3 (33.1 overs) | ニュージーランド · 183 all out (45 overs) | 7ウィケット差 Scorecard    | 14      |
| 2019年 | イングランド ウェールズ                           | ロンドン         | イングランド · 241 (50 overs)       | ニュージーランド · 241/8 (50 overs)       | スーパーオーバー Scorecard | 10      |
| 2023年 | インド                                            | アフマダーバード | オーストラリア · 241/4 (43 overs)   | インド · 240 (50 overs)                   | 6ウィケット差              | 10      |
| 2027年 | 南アフリカ · ジンバブエ · ナミビア                | TBD              | TBD                                 | TBD                                       | TBD                        | 14      |
| 2031年 | インド · バングラデシュ                           | TBD              | TBD                                 | TBD                                       | TBD                        | 14      |

## 大会記録
| World Cup records                    | World Cup records                                                 | World Cup records        |
| バッティング                         | バッティング                                                      | バッティング             |
| ------------------------------------ | ----------------------------------------------------------------- | ------------------------ |
| 最多ラン                             | サチン・テンドルカール                                            | 2,278 (1992年–2011年)    |
| 最高アドバンテージ (min. 20 inns.)   | ヴィヴ・リチャーズ                                                | 63.31 (1975年–1987年)    |
| 最高スコア                           | マーティン・ガプティル v 西インド諸島                             | 237* (2015年)            |
| 最高パートナーシップ                 | クリス・ガイル & マーロン・サミュエルズ (2nd wicket) v ジンバブエ | 372 (2015年)             |
| 1大会最多ラン                        | サチン・テンドルカール                                            | 673 (2003年)             |
| ボーリング                           |                                                                   |                          |
| 最多ウィケット                       | グレン・マクグラス                                                | 71 (1996年–2007年)       |
| 最低平均 (min. 1000 balls bowled)    | グレン・マクグラス                                                | 19.21 (1996年–2007年)    |
| Best bowling figures                 | グレン・マクグラス                                                | 7/15 (2003年) v ナミビア |
| 1大会最多ウィケット                  | グレン・マクグラス                                                | 26 (2007年)              |
| フィールディング                     |                                                                   |                          |
| Most dismissals (ウィケットキーパー) | クマール・サンガッカラ                                            | 54 (2003年–2015年)       |
| 最多キャッチ (フィールダー)          | リッキー・ポンティング                                            | 28 (1996年–2011年)       |
| チーム                               |                                                                   |                          |
| 最多スコア                           | オーストラリア v アフガニスタン                                   | 417/6 (2015年)           |
| 最小スコア                           | カナダ v スリランカ                                               | 36 (2003年)              |
| 最多勝率 %                           | オーストラリア                                                    | 74% (試合数76, 勝利55)   |
| 最多連勝                             | オーストラリア                                                    | 25 (1999年–2011年)       |
| 最多連覇数                           | オーストラリア                                                    | 3 (1999年–2007年)        |